# Algirdas Butkevičius
Algirdas Butkevičius (* 19. listopadu 1958 Paežeriai, okres Radviliškis) je litevský politik, inženýr, ekonom, v letech 2012–2016 předseda litevské vlády.

## Živitopisná data
A. Butkevičius do základní školy začal chodit ve vsi Užuožeriai, v roce 1977 maturoval na střední škole v Šeduvě. V roce 1984 absolvoval Fakultu stavební ekonomie ve Vilniuském inženýrském stavebním institutu (VISI). V letech 1982–1985 pracoval jako stavební konstruktér ve výrobním družstvu „Žemūktechnika“ ve Vilkaviškisu. V letech 1985–1990 byl ve funkci architekta a státní kontrolor stavenišť a architektury ve výkonném výboru (obdoba městského národního výboru v tehdejším SSSR) Vilkaviškisu. V roce 1992 vstoupil do sociálně demokratické strany a v roce 1996 se stal poslancem parlamentu. V letech 2004–2008 zastával různé ministerské funkce za sociální demokracii, v roce 2009 se stal předsedou této strany. Od prosince 2012 je předsedou litevské vlády.
Jeho vláda si vytkla za cíl zmírnění úsporných opatření, jedním z jejích prvních kroků bylo zvýšení minimální mzdy z 850 na 1000 litų.